# Камерлинг Оннес (лунный кратер)
Кратер Камерлинг Оннес (лат. Kamerlingh Onnes) — крупный древний ударный кратер в северном полушарии обратной стороны Луны. Название присвоено в честь голландского физика и химика, лауреата Нобелевской премии по физике 1913 года, Хейке Камерлинг-Оннеса (1853—1926) и утверждено Международным астрономическим союзом в 1970 г. Образование кратера относится к нектарскому периоду.

## Описание кратера
Ближайшими соседями кратера являются кратер Вейль на западе-северо-западе; кратер Штернберг на севере; кратер Ом на северо-востоке и кратер Кольхерстер на юге-юго-востоке. На юго-западе от кратера Камерлинг Оннес расположена безымянная цепочка кратеров. Селенографические координаты центра кратера 14°43′ с. ш. 116°17′ з. д. / 14,72° с. ш. 116,29° з. д., диаметр 70 км, глубина 2,7 км.
Кратер Камерлинг Оннес имеет близкую к циркулярной форму, слегка вытянут в направлении восток-запад. Вал сглажен и перекрыт множеством небольших кратеров, особенно в северной и восточной части. Высота вала над окружающей местностью достигает 1260 м , объем кратера составляет 3 800 км3. Дно чаши сравнительно ровное, отмечено несколькими небольшими кратерами и, в северо-восточной части, светлым лучом от кратера Ом.

## Сателлитные кратеры
Отсутствуют.

## См.также
- Список кратеров на Луне
- Лунный кратер
- Морфологический каталог кратеров Луны
- Планетная номенклатура
- Селенография
- Минералогия Луны
- Геология Луны
- Поздняя тяжёлая бомбардировка